# Salvador Ferla
Salvador Ferla (Sicilia, Italia, 15 de mayo de 1925—Buenos Aires, Argentina, 10 de julio de 1986) fue un historiador y ensayista italiano nacionalizado argentino. A los diez años llegó a la Argentina, como miles de hijos de la inmigración, Tras el golpe de Estado del año 1955, decidió nacionalizarse argentino y se integró a la resistencia peronista desde el activismo militante

## Biografía
Sus padres se radicaron en Argentina cuando él era un niño. En 1955 comenzó su militancia en el movimiento de liberación nacional peronista. Fue redactor de dos medios gráficos de la Resistencia Peronista Palabra Argentina y Rebeldía.